# Konatiče, Vrba na Koroškem
Konatiče (nemško Kantnig) je naselje v Občini Vrba na Koroškem v Okraju Beljak-dežela na Koroškem v Avstriji.